# 魏佑任
魏佑任（1992年11月2日—），中華民國政治人物，臺灣民眾黨黨員，現為臺北市政府秘書處副發言人。就讀桃園市私立復旦高級中學時擔任學生會會長，後在世新大學法律學系就讀時出任系學會會長．曾任陳學聖2018年參選桃園市長時的競選總部媒體發言人，後加入台北市府團隊擔任副市長黃珊珊機要秘書，臺北市市政府秘書處媒體事務組副發言人。

## 外部連結
魏佑任臉書專頁